# Polyglot

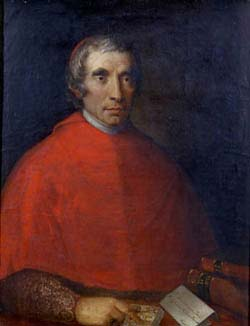
Giuseppe Gasparo Mezzofanti (1774–1849) – italský kardinál byl také slavný polyglot.

Polyglot (z řeckého polys, mnohý a glótta, jazyk) je člověk ovládající mnoho jazyků. Člověk hovořící dvěma jazyky se nazývá bilingvní (z francouzského bilingue), třemi jazyky trilingvní. Pro obecnou schopnost vícejazyčnosti se také užívá název multilingvismus (anglicky multilingualism, z latinského multi, mnoho, a lingua, jazyk).
Polygloti odjakživa přitahují pozornost široké veřejnosti. Počítání jazyků ovládaných polygloty má ale svá úskalí. Rozlišení jazyka a nářečí (dialektu) bývá mnohdy problematické. Navíc některé jazyky jsou si tak blízké, že se v nich lidé navzájem domluví bez zvláštního učení (např. čeština a slovenština). O takových lidech lze pak těžko jednoznačně říct, zda jsou či nejsou bilingvní.
Hyperpolyglot je označení pro člověka, který ovládá šest a více jazyků. Tento termín byl poprvé použit v roce 2003 britským lingvistou Richardem Hudsonem.
Známí polygloti:
- Ziad Fazah (sporné) prohlašuje, že ovládá 58 jazyků (jeho jazykové schopnosti byly několikrát testovány v televizi, avšak v pořadu Viva el lunes nedokázal porozumět základním otázkám a frázím z několika jazyků)
- Uku Masing (1909–1985) byl estonský lingvista, teolog, etnolog a básník. Údajně ovládal asi 65 jazyků. Překládal z 20 jazyků.
- Harold Williams (1876–1928) – novozélandský novinář a lingvista, který údajně ovládal 58 jazyků.
- Giuseppe Gasparo Mezzofanti (1774–1849) – italský kardinál, plynně mluvil 39 jazyky.
- Mario Pei (1901–1978) – italsko-americký lingvista a spisovatel, který údajně ovládal nejméně 38 jazyků. Znal struktury dalších 100 jazyků.
- Emil Krebs (1867–1930) – německý polyglot a sinolog. Mluvil 68 jazyky a psal a studoval v dalších 120 jazycích.
- Ghil'ad Zuckermann (* 1971) – jazykovědec, hebraista, profesor lingvistiky na univerzitě v Adelaide, Austrálie.
- Alois Richard Nykl (1885–1958) – česko-americký lingvista. Ovládal desítky jazyků, řadu z nich plynně.[1]
- Michele San Pietro (1964-), italský lingvista a překladatel, umí 20 jazyků, včetně češtiny.